# Влёра (залив)
Влё́ра (Влёрская бухта, алб. Gji i Vlorës) — залив Адриатического моря, на юге Албании, к югу от устья реки Вьоса. Административно входит в состав округа Влёра в области Влёра. Наибольшая глубина — 54 м (51 м). Залив небольшой, но глубокий. Длина 17,5 км. Приливы неправильные полусуточные (высота до 0,4 м).
Является одной из лучших естественно защищённых бухт Адриатического моря. Залив отделён от пролива Отранто, соединяющего Адриатическое и Ионическое моря, полуостровом Карабуруни, западной оконечностью которого является мыс Гюхеза, и островом Сазани. Сазани отделён от полуострова Карабуруни проливом Карабуруни (Mezokanal). На севере залив ограничен мысом Трепорти, к юго-востоку от которого на северо-восточном берегу залива расположен порт и город Влёра. Сильные юго-восточные ветры, господствующие в этом районе зимой, существенно затрудняют подход к порту. Влёра связана нефтепроводом с районом нефтедобычи Патоси, расположенном к северу от неё, и является основным нефтеэкспортным портом страны.
У мыса Трепорти находится лагуна Нарта. В глубине залива находится бухта Дукати, на берегу которой расположено село Дукати.
На южном берегу расположен археологический парк на месте древнего города Орик и озеро Дайляни.

## База Паша-Лиман
В заливе Паша-Лиманит в глубине бухты Дукати с лета 1958 года существовал созданный совместно с СССР пункт базирования подводных лодок Паша-Лиман. С 4 по 24 августа 1958 года 4 подводные лодки проекта 613 («С-241», «С-242», «С-358», «С-360») и плавучая база подводных лодок проекта 233К «Владимир Немчинов» совершили переход из Балтийского моря в залив Паша-Лиманит. Согласно директиве начальника штаба Черноморского Флота от 27 октября 1958 года, подводные лодки в заливе Паша-Лиманит были определены в 40-ю отдельную бригаду подводных лодок, оперативно подчинённую командующему Черноморским флотом. В мае 1959 года базу посетил первый секретарь ЦК КПСС Никита Сергеевич Хрущёв. В августе 1960 года на базе были размещены ещё 4 подводные лодки проекта 613: «С-71», «С-95», «С-356» и «С-357». В январе 1961 года на базе размещены ещё 4 подводные лодки проекта 613 «С-191», «С-250», «С-280», «С-374» и плавучая база подводных лодок проекта 310 «Виктор Котельников». База закрыта в июне 1961 года после советско-албанского раскола. В июне 8 подводных лодок и ПБПЛ «Виктор Котельников» оставили базу и совершили переход в Балтийское море на Лиепайскую военно-морскую базу. 4 подводные лодки («С-241», «С-242», «С-358», «С-360») и ПБПЛ «Владимир Немчинов» оставлены Военно-морским силам Албании. После падения коммунизма в Албании в начале 1990-х годов база реконструирована Турцией и используется Военно-морскими силами Албании.